# Gornja Gradina
Gornja Gradina (cyr. Горња Градина) – wieś w Bośni i Hercegowinie, w Republice Serbskiej, w gminie Kozarska Dubica. W 2013 roku liczyła 114 mieszkańców.